# Erik Bjurberg
Erik Albert Bjurberg (Solna, 1 de junho de 1895 — Bandhagen, 22 de junho de 1976) foi um ciclista sueco. Competiu nos Jogos Olímpicos de Verão de 1924 em Paris, embora ele não tenha conseguido completar a sua corrida em estrada individual, conquistou a medalha de bronze no contrarrelógio por equipes.